# Cestistica Ragusa 2005-2006
La Cestistica Ragusa 2005-2006 ha preso parte al campionato di Serie A2.
Matricola della categoria, la squadra si è classificata al sedicesimo ed ultimo posto ed è retrocessa in Serie B d'Eccellenza.

## Dirigenza
- Presidente: Bernardo Macinato.
- Dirigente responsabile: Giovanni Militello.
- Addetto stampa: Giancarlo Iaia.